# 萨瓦亚县

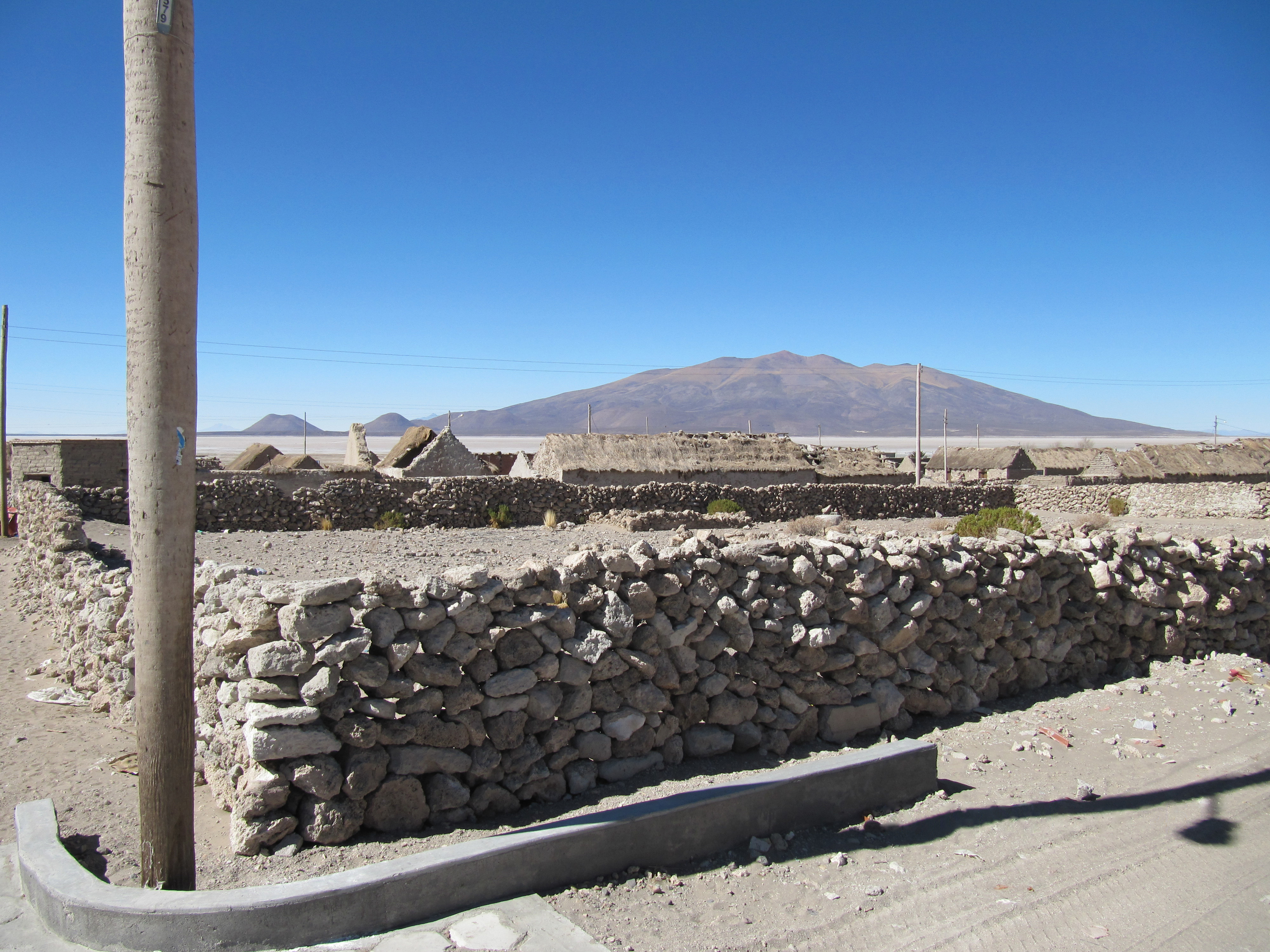

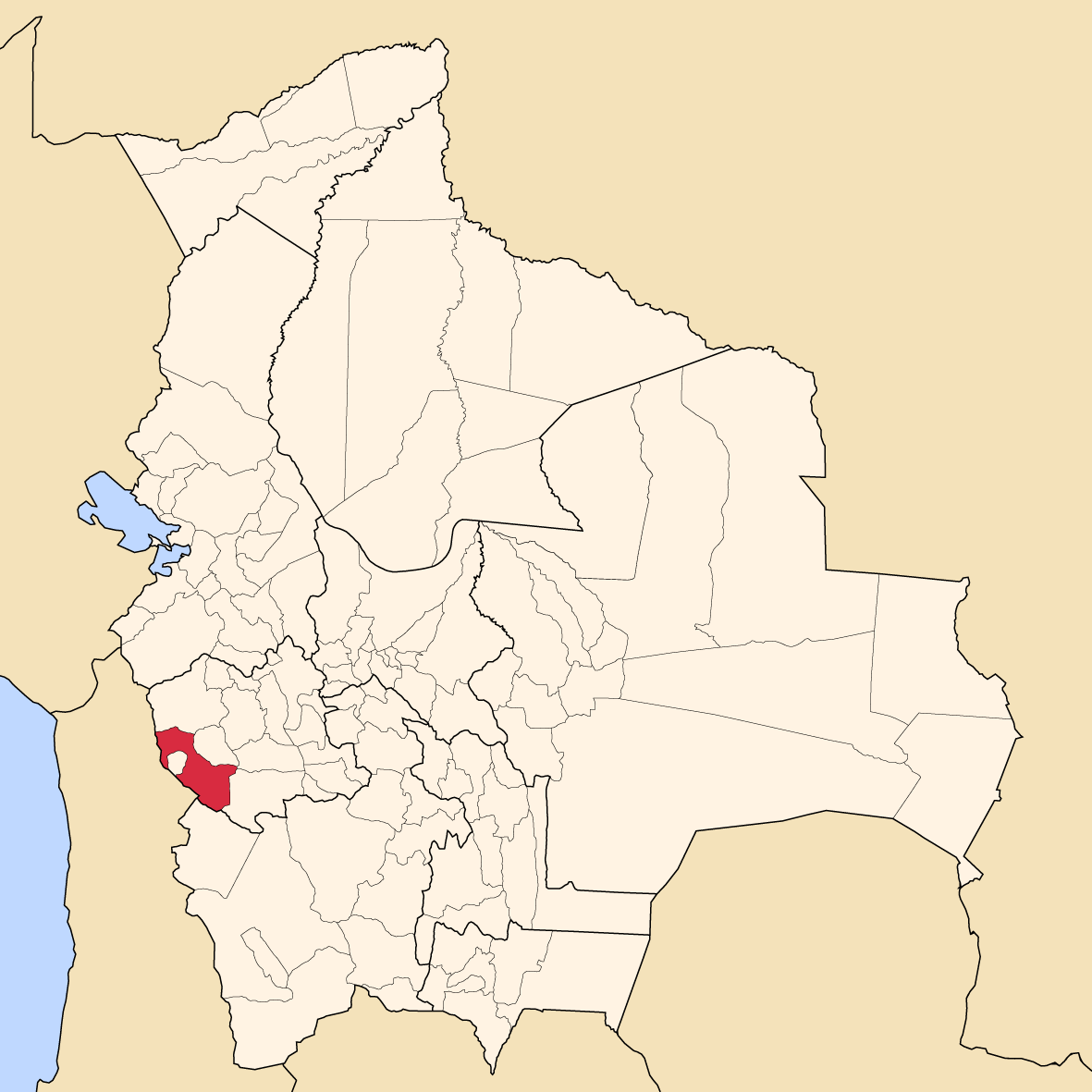

薩瓦亞县（西班牙語：Provincia de Sabaya），是玻利維亞的县份，位於該國西部，屬於奧魯羅省的一部分，县府設於薩瓦亞，面積5,885平方公里，2001年人口7,114，人口密度每平方公里1.2人。